# Brian D. Burns

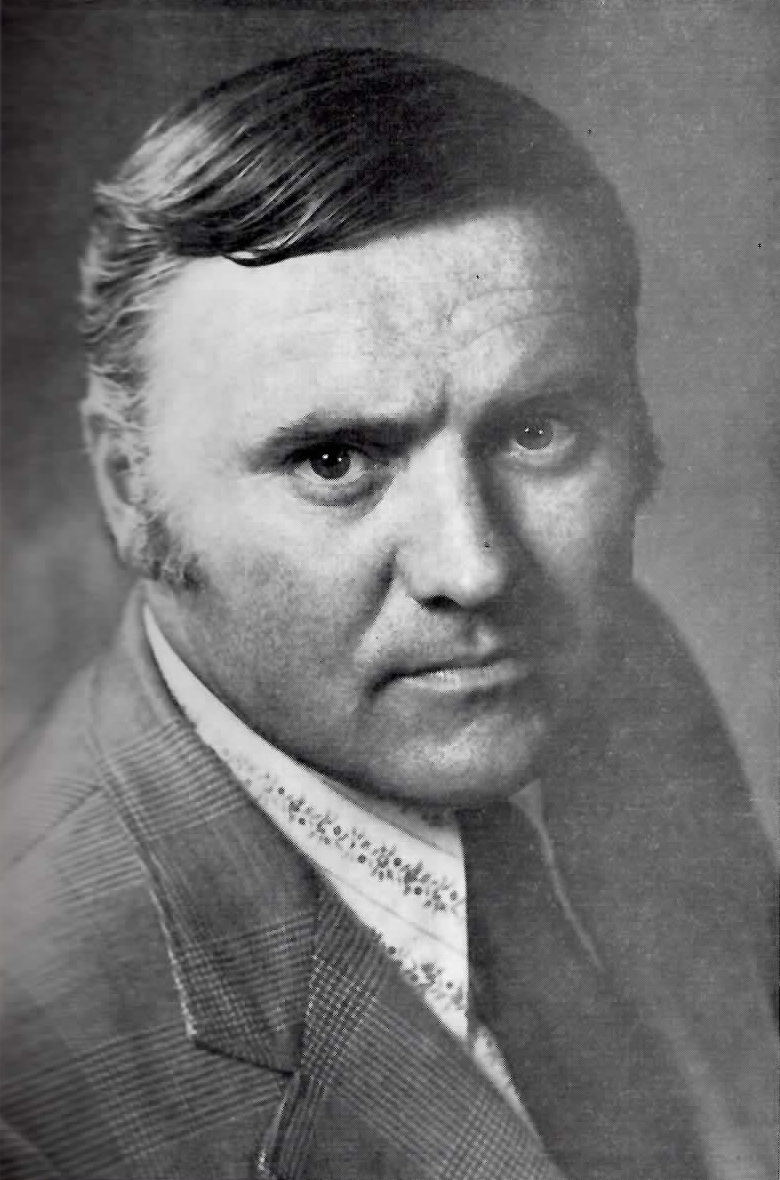
Brian D. Burns

Brian D. Burns (* 17. November 1939 in Burlington, Vermont) ist ein US-amerikanischer Politiker, der von 1975 bis 1977 Vizegouverneur von Vermont war.

## Leben
Als Neffe des Bürgermeisters von Burlington John Burns wurde Brian Douglas Burns in Burlington geboren. Er schloss im Jahr 1958 die Burlington Cathedral High School ab und besuchte die University of Vermont. Danach arbeitete er als Makler.
Er diente Ende der 1950er und Anfang der 1960er Jahre in der United States Army und bei der Vermonter Nationalgarde.
Im Jahr 1966 erlangte Burns einen Sitz im Repräsentantenhaus von Vermont. Dort absolvierte er zwei Amtszeiten von 1967 bis 1975. Für die Vermonter Demokratische Partei kandidierte er 1974 für das Amt des Vizegouverneurs. Da ihm 256 Stimmen zur Mehrheit fehlten, wurde die Wahl durch die Vermonter Legislative entschieden, welche mit einer Mehrheit von 161 zu 20 für ihn stimmte. Seine Amtszeit dauerte von 1975 bis Januar 1977.
Im Jahr 1976 verlor Burns die Kandidaturwahl der Demokratischen Partei für die Wahl zum Gouverneur vom Vermont gegen  Stella Hackel.
Nach dem Ausscheiden aus dem Amt des Vizegouverneurs wurde Burns Direktor für Neu England der Farmers Home Administration.
Die Kandidatur für das Amt des Bürgermeisters von Burlington im Jahr 1985 verlor Burns gegen Bernie Sanders. Im Jahr 1988 kandidierte Burns erfolglos um einen Sitz im Senat von Vermont.
Er war von 1989 bis 1993 Programm-Manager der Northeast Rural Water Association. Gleichzeitig erwarb er an der Harvard University den Abschluss Master of Public Administration.
Im Jahr 1995 wurde er in drei Fällen für schuldig befunden, da er behauptete in Vollzeit für die Vereinigung zu arbeiten, während er gleichzeitig angab in Vollzeit die Harvard University zu besuchen. Er ging in Berufung, doch die Verurteilung wurde bestätigt.